# 新林洞通り魔事件
新林洞通り魔事件（シルリムドンとおりまじけん）は、2023年7月21日14時頃、チョ・ソンが新林駅4番出口の近くで凶器を振り回して、1人を殺害し、3人を負傷させた通り魔事件。

## その他
新林駅の近くで女性20人を殺害するという予告文の作成者が検挙され、また別の殺人を予告する文が上がり、警察が当該予告文の作成者に対して調査している。